# Esenyurt
Esenyurt is een stad ten westen van Istanboel, in Europees-Turkije. Het is een zelfstandige gemeente (belediye) in het district Büyükçekmece in de provincie Istanboel.
In 2008 had Esenyurt 274.986 inwoners en dit aantal is sterk groeiende, waardoor het intussen de op een na grootste stad is van het Europese deel van Turkije.